# ビアルモスクス
ビアルモスクス (Biarmosuchus) は、古生代ペルム紀中期（約2億6700万年前）に生息した、肉食単弓類。単弓綱 - 獣弓目 - ビアルモスクス亜目 - ビアルモスクス科。獣弓類としては、初期のグループに属する。

## 概要

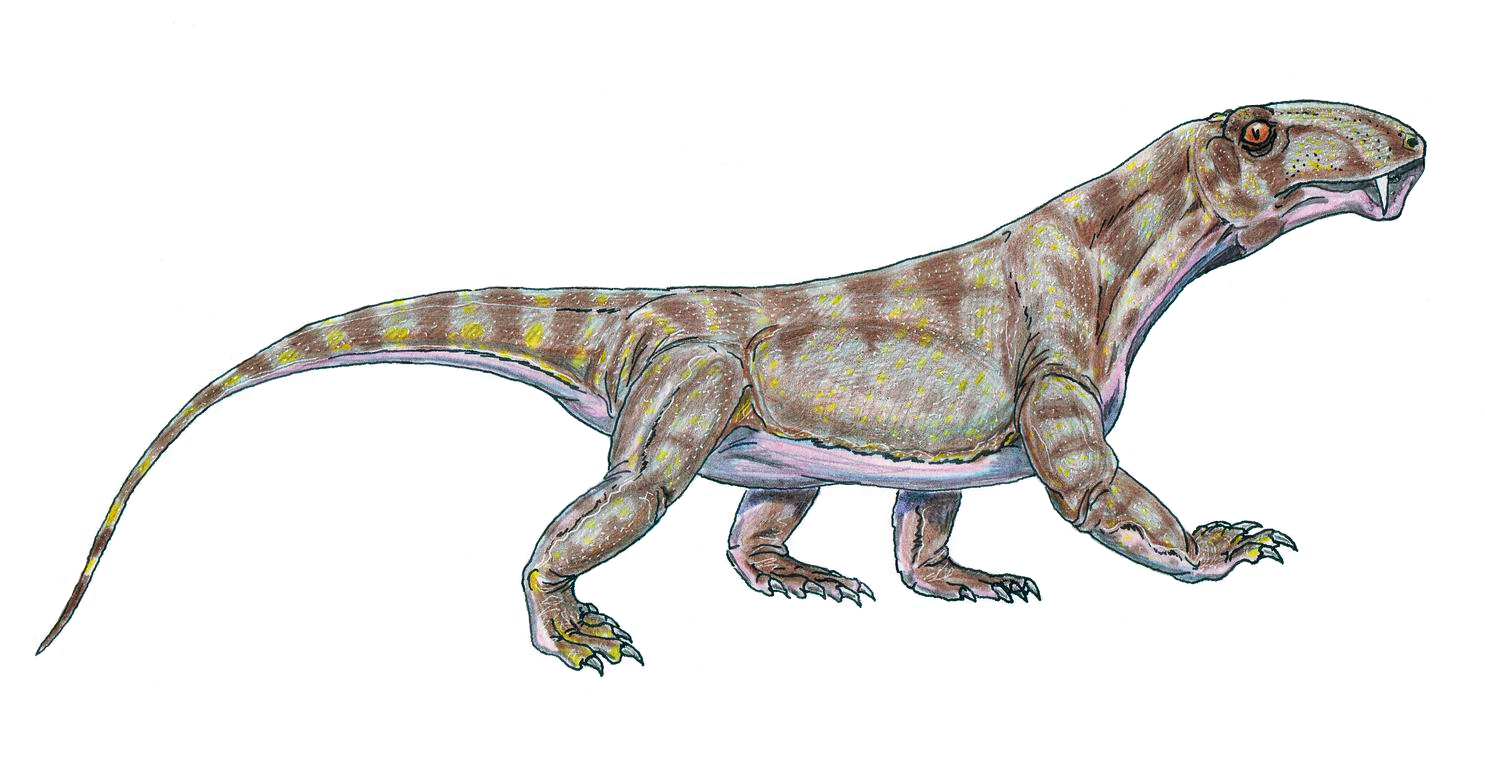
ビアルモスクス

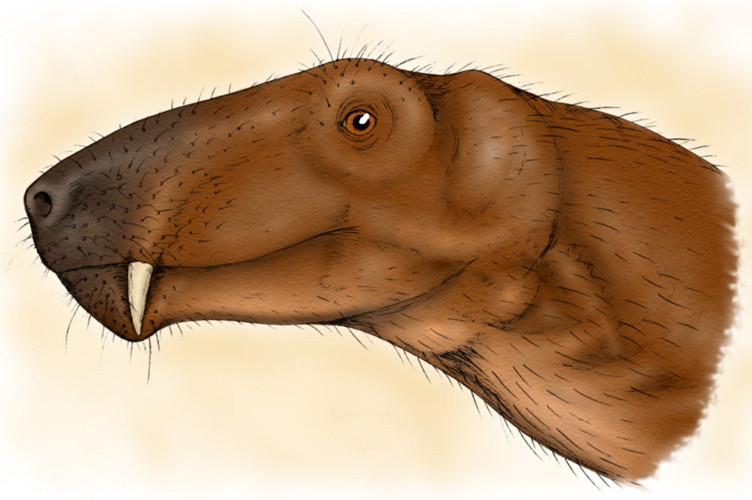
ビアルモスクス頭部

体長約1mと、大型犬ほどの大きさ。頭骨は盤竜目スフェナコドン科の特徴を留めているが、犬歯がより大きくなるなど異歯性はより顕著である。完全な全身骨格は未だ発見されていないものの、部分骨格などから推定すると、身体は比較的軽快な作りであり、四肢も細かった。おそらく活動的な動物であったと思われる。強肉食性であったと推定されるが比較的身体が小さかったため、獣弓類や両生類の子供、あるいは小型ものなどを捕食していたと思われる。

## 属種
史上最大級の肉食性獣弓類とされているエオティタノスクスは、実は本属ビアルモスクスのジュニアシノニム(後から付けられた別名)とする説がある。しかし、初期の獣弓類は化石の少なさも相まって詳しい判断がつかないのが実情でもある。

## 分布
ロシア、ウラル山脈地域から化石が出土。ロシアから東ヨーロッパにかけて分布したと思われる。